# 针灸
針灸，古字作鍼灸，是針法和灸法合体，源於古代砭石。中醫學中採用針刺或火灸人體穴位來治療疾病，是联合国教科文组织认定的人类非物质文化遗产代表作。根据中医学理论，通过刺激穴位可以改善经络中的气的流向。现代科学从组织学和生理学上尚未发现气、经络或者穴位的存在，且部分当代针灸使用者并非依据传统理论体系进行实践。因为缺乏足够的现代医学实验证实其疗效，针灸常在部分国家被视作替代疗法或者伪科学。中医的理论和实践并非以西医研究理论为基础，以部分西方西医的观点被定性为庸医。研究显示针灸的效用及理論不足以建立临床关系，以及針灸實驗安慰劑效應訂定的困難，例如針刺疼痛感會引起針灸效果或DNIC，然而要怎麼製造假的針灸對照組是個問題，多半假針灸組(安慰劑組)的設計被認為有問題，造成難以明確分別安慰劑效果，因此针灸有效果的研究结论可能是安慰剂效应、不完全双盲实验或发表偏倚的结果。
科學研究沒有發現任何關於氣、經、穴等中國傳統概念的組織學或生理學證據，許多現代從業者不再支持生命能量（氣）或經絡的存在，這是早期的主要組成部分。信仰體系。針灸被認為起源於公元前100年左右的中國，大約在《黃帝內經》出版時，儘管一些專家認為它本可以更早進行。隨著時間的推移，關於月球、天體和地球週期、陰陽能量以及身體“節奏”對治療效果的影響出現了相互矛盾的主張和信仰體系。由於國家政治領導層的變化以及對理性主義或西藥的優先使用，針灸在中國的流行程度有所波動。針灸在公元6世紀首先傳播到韓國，然後通過醫療傳教士傳播到日本，然後從法國開始傳播到歐洲。20世紀，隨著針灸傳播到美國和西方國家，與西方信仰相衝突的針灸精神元素有時被摒棄，取而代之的是簡單地將針刺入穴位。

## 辭源
針灸，古字作「鍼灸」，是鍼術（針刺）和灸術（艾灸）合稱，「針」在古漢語是「紩」的異體字，又借作「鍼」的俗字。《說文》：「紩，縫也，从糸失聲。」《急就篇註》：「納刺謂之紩。」《說文》：「鍼，所以縫也，从金咸聲。」〖注〗「臣鉉等曰：今俗作針，非是。」《方書》：「鍼石刺病。唐狄仁傑善鍼術。」現在，日本漢方醫學和韓醫學的公式文書仍使用「鍼」的寫法，中國則基本採用「針」字。
《說文》：「灸，灼也，从火久聲。」是指用艾火燒灼人體的療病方法，除此之外別無他用，但因為「灸」與「炙」的字形相似，所以彼此之間常被誤寫。《說文》：「炙，炮肉也，从肉在火上。」指肉在火上燒烤，組成的詞語多與此意相關，除此之外又喻作受到薰陶。

## 传说与历史
針灸至少在西元3300年前的歐洲己具雛形，阿爾卑斯山上的人類遺骸冰人奧茲的紋身被認為是具有和指壓或針灸相像的疼痛舒緩效用，部分紋身並與針灸學說的穴位相應。中国最早記戴的針灸約為西元前一百年出版的《黃帝內經》，在公元6世纪传到了朝鲜、日本等国。在现代作为替代医学传播到世界各地。
成都老官山漢墓中出土了現今發現最古老的针灸人體模型，製成在西漢年代，為一14公分高的漆器人形，上有標註117個穴位經絡線和心肺腎等中醫標註。
针刺法萌发于新石器时代。当人们发生某些病痛或不适的时候，不自觉地用手按摩、捶拍，以至用尖锐的石器按压疼痛不适的部位，而使原有的症状减轻或消失，最早的针具：砭石也因之而生。后来针具逐渐发展成青铜针、铁针、金针、银针，直到现在用的不锈钢针。傳說神農氏“尝百药而制九针”（东汉皇甫谧记载于《帝王世纪》），“尝草制砭”（南宋罗泌记载于《路史》，砭就是砭石），即华夏民族最早的针灸。《黄帝内经》中记载九针为鑱针、员针、鍉针、锋针、铍针(是形如寶劍，兩面有刃的針具，因形狀如縮小的兵器鈹而得名，而非用金屬鈹所造。多用於外科，以刺破癰疽，排出膿血。)、员利针、毫针、长针和大针。《灵枢·官针》记载“九针之宜，各有所为；长短大小，各有所施也，不得其用，病弗能移。”指出九针的形状、用途各异，据情选用，方可去病。
灸法的起源与火的发现和使用有着密切的关系，当身体有某种不适时，用火去烘烤得以减轻，继而用各种树枝作为施灸工具，逐渐发展到艾灸。针灸治疗方法是在漫长的历史过程中形成的，其学术思想也随着临床医学经验的积累渐渐完善。1973年长沙马王堆三号墓出土的医学帛书中有《足臂十一脉灸经》和《阴阳十一脉灸经》，论述了十一条脉的循行分布、病候表现和灸法治疗等，形成了完整的经络系统。《黄帝内经》记载有十二经脉、十五络脉、十二经筋、十二经别以及与经脉系统相关的标本、根结、气街、四海等，并对腧穴、针灸方法、针刺适应症和禁忌症等也做了详细的论述。
《灵枢经》所记载的针灸理论更为丰富而系统，所以《灵枢》是针灸学术的第一次总结，其主要内容至今仍是针灸的核心内容，故《灵枢》称为《针经》。继《内经》之后，战国时代的神医扁鹊所著《难经》对针灸学说进行了补充和完善。
晋代医学家皇甫谧潜心钻研《内经》等著作，撰写成《针灸甲乙经》，书中全面论述了脏腑经络学说，发展并确定了349个穴位，并对其位置、主治、操作进行了论述，同时介绍了针灸方法及常见病的治疗，是针灸学术的第二次总结。
唐宋时期，随着经济文化的繁荣昌盛，针灸学术也有很大的发展，唐代医学家孙思邈在其著作《备急千金要方》中绘制了彩色的"明堂三人图"，并提出阿是穴的取法及应用。

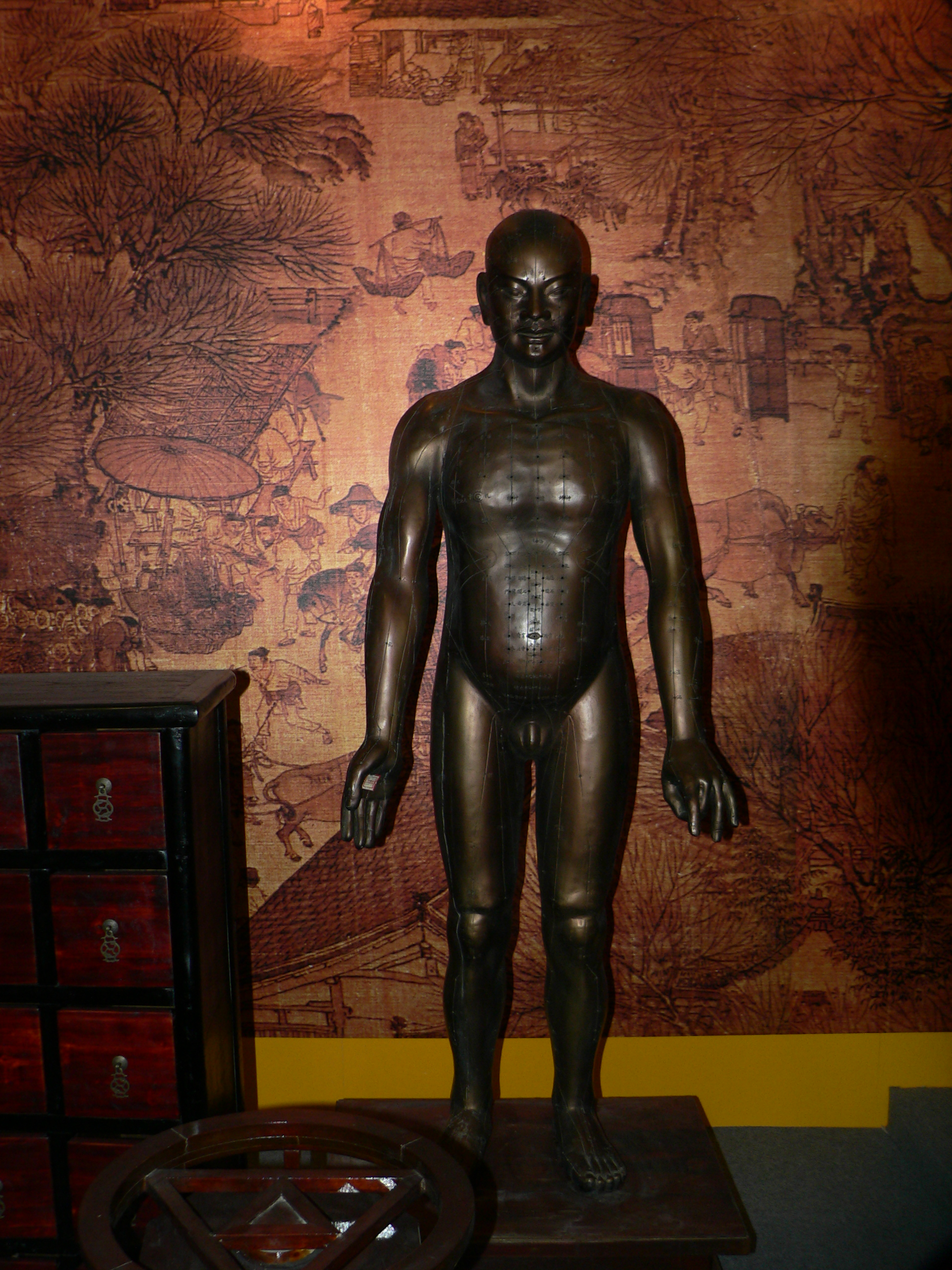
中国宋代的銅人，上有穴位标注。

到了宋代，著名针灸学家王惟一编撰了《铜人腧穴针灸图经》，考证了354个腧穴，并将全书刻于石碑上供学习者参抄拓印，他还铸造了2具铜人模型，外刻经络腧穴，内置脏腑，作为针灸教学的直观教具和考核针灸医生之用，促进了针灸学术的发展。
元代滑伯仁所者的《十四经发挥》，第一次将十二经脉与任、督二脉合称为十四经脉，对后人研究经脉很有裨益。
明代是针灸学术发展的鼎盛时期，针灸理论研究深化，出现了大量的针灸专著，如《针灸大全》、《针灸聚英》、《针灸四书》，特别是杨继洲所著的《针灸大成》，汇集了明以前的针灸著作，总结了临床经验，内容丰富，是后世学习针灸的重要参考书，是针灸学术的第三次总结。
清初至民国时期，现代医学传入中国，针灸与其他传统医学一同逐渐走向衰退，但仍有不少人相信针灸的疗效，有《针灸逢源》等著作流传。
中华人民共和国成立后，大陆成立了中国针灸学会，以继承和发展针灸。研究人员结合现代医家的临床经验和科研成果，出版了许多的针灸学术专著和论文，创立"针刺麻醉"等新式针灸。针灸的研究也从单一的文献整理发展到对其治病的临床疗效进行系统的观察，结合现代生理学、解剖学、组织学、生化学、免疫学、分子生物学等学科进行针灸治疗的机理探讨。
中国北京、上海、南京都有国际针灸培训中心。1987年成立了世界针灸学会联合会（简称"世界针联"），是在世界卫生组织指导以下的組織，總部設於北京。

### 针刺麻醉
文革时，针刺麻醉被当作“文化大革命丰硕成果的重要部分”广泛宣传。其实针刺麻醉效果不好，病人还需要注射麻醉药物，有时病人需要忍痛完成手术。文革过后针刺麻醉已经几乎没有人使用了。但部分學者依然持續在針灸麻醉領域鑽研，認為其確有背後的機制理論不可全盤推翻，1998年台灣振興醫院魏崢院長曾開展與義大利醫學界的合作研究，主持一場針麻自體肝臟移植，該場手術中採用針麻與麻醉藥並用，雖然還是須借助麻醉藥但藥量減少很多，降低了手術風險性，證實針麻機制是客觀存在的事實，但其背後原理是目前科學無法完全解開。
直到2017年湖北省中医院依然在門診提供针灸麻醉做為病人同意後的選項之一，其透過银针接通神经电刺激仪，调节直流电强度和针颤频率，对穴位进行持续刺激，加強针灸效果達數十倍，已經有案例在全針麻下切除甲状腺囊肿成功，根據該院的長期臨床案例顯示針麻對於颈部手术有高度麻醉效果。

### 與癌症和癌症治療相關的疼痛和噁心
2015 年Cochrane的一項綜述發現，沒有足夠的證據來確定針灸是否是治療成人癌症疼痛的有效方法。 2014年發表在《中國中西醫結合雜誌》上的一項系統評價發現，針灸作為癌症患者姑息治療的輔助治療可能是有效的。 2013年發表在《多國癌症支持治療協會雜誌》上的綜述綜述發現，有證據表明針灸可能對患有癌症相關症狀的人有益，但也發現很少有嚴格的試驗和試驗之間的高度異質性。 2012年發表在同一期刊上的隨機臨床試驗系統評價發現，使用針灸治療癌痛的隨機對照試驗的數量和質量太低，無法得出明確的結論。
2014年的一項系統評價就針灸治療癌症相關疲勞的有效性得出了不確定的結果，2013年的一項系統評價發現，針灸是一種可接受的輔助治療化療引起的噁心和嘔吐的方法，但需要進行低偏倚風險的進一步研究。 2013年的一項系統評價發現，可供分析的RCT的數量和質量太低，無法就針灸治療癌症相關疲勞的有效性得出有效結論。

## 原理
中医认为人體中的經絡系統負責輸送全身的「氣」、「血」及「血液」，這些輸送物質在體內循環，使身體中的各個組織與器官保持平衡與穩定。然而當經絡系統出現阻塞不通的情況時，則影響了這些物質的輸送，使「邪氣」（各種產生病變的因子）侵入，此時人體就會開始出現異常病變。當針插進人體之後，會引起人體自身的反應，加強氣血循環，克服經絡的阻塞，使經絡系統恢復正常，病症因此得以治癒。
美国纽约州罗彻斯特大学医学中心的神经科学家Maiken Nedergaard利用小鼠进行的试验发现，针刺入组织后释放了大量的腺苷，帮助抑制疼痛，此研究提供了針灸效果的可能解释。

## 治療方法
針與灸是两种治療方法，传统中医多用針法來治療急性病，用灸法來治療慢性病。中医学中針灸治療的理論基礎在於傳統的中醫臟腑陰陽經絡學說。和中醫的方劑治療方法相比較，針灸治療的特點是療效快、簡單、便宜。

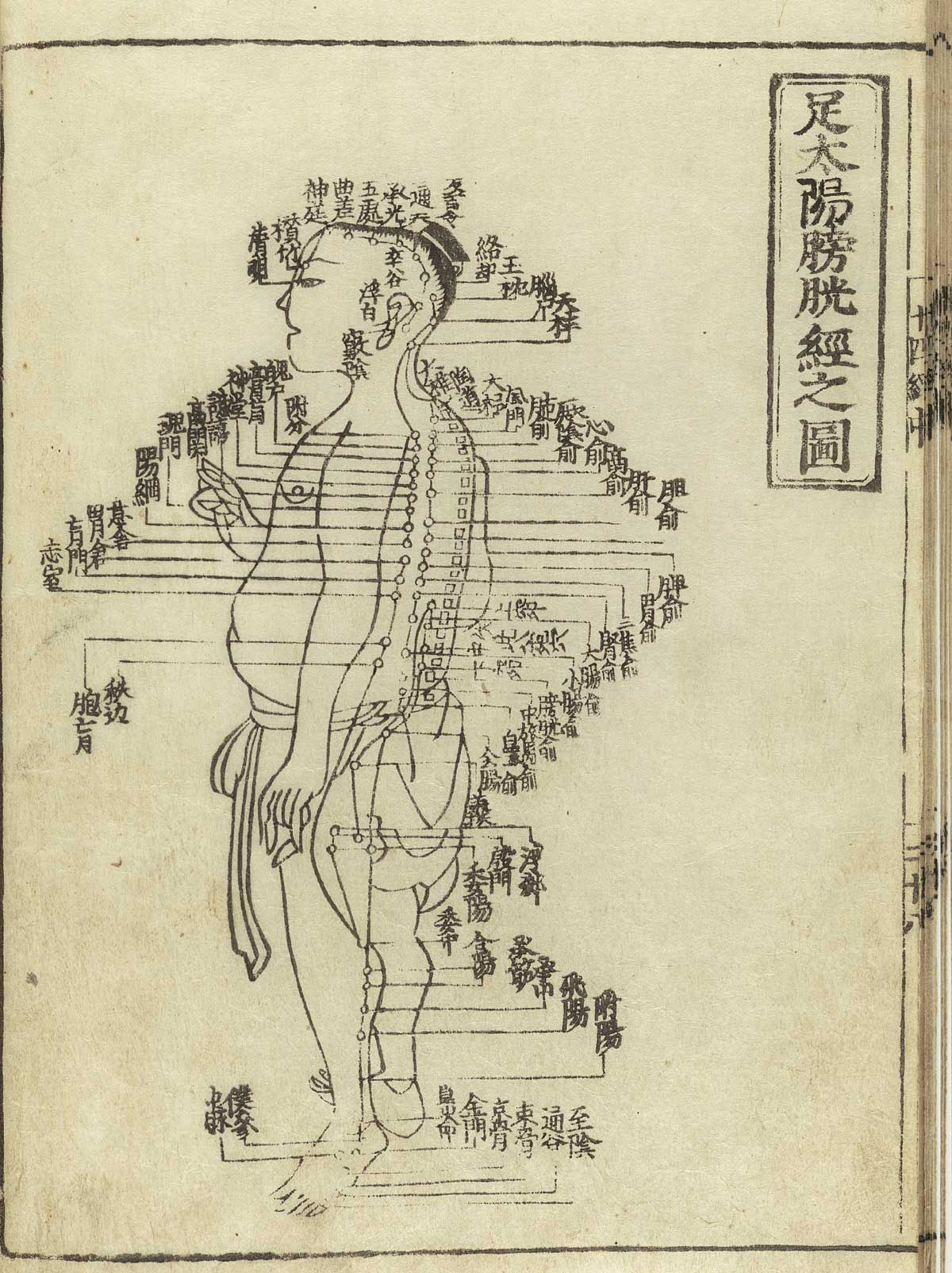
1340年的穴位圖

针刺法也称针治法，是运用一定的操作手法，把金属制成的、形体细长而尖的针刺入人体的某一固定的部位（穴位），使接受针刺才发生酸、麻、胀、重等感觉，从而产生治疗疾病的作用。中醫施針的穴位，按深度分為天、人、地三層，當針灸到達每一層時，均有「針感」，患者會感到酸、脹、麻，而施術的醫生則有粘針的感覺。進行針灸時，要根据病情决定施針深度。
灸灼法也称为灸治法，是将艾绒揉成小团或长条状，点燃后放在（或靠近）人体体表的某些固定的部位，施行热熨或熏，从现时达到治疗疾病的目的。

## 針灸注意事項
針灸治療由於屬於侵入性的治療，所以病人在進行針灸前後需留意針灸注意事項 （页面存档备份，存于），以免出現暈針等不適反應。例如：
針灸前
1. 避免穿著緊身衣服
2. 切勿太飽或太飢
3. 放鬆心情
針灸期間
1. 頭昏、噁心、出冷汗、心悸、口乾等暈針現象，儘快告知中醫師
針灸後
1. 不要用手抓穴位，以免有機會感染

## 治疗工具
針由遠古時代的骨針、石砭開始發展到長短、大小、式樣、材料、方法各不相同的針具，如電針、磁針、水針等；灸偏向於傳統的艾灸，有艾絨灸、艾條灸等。现代使用的针灸多是钢针，而在古代多使用的是银针，主要是因為銀有一定的抗菌效果。
中醫師現時常用的針具大致有毫針、火針、小針刀、皮膚針/梅花針 （页面存档备份，存于），中醫師會因為不同情況而使用不同的針具。

## 研究方法

### 对照组：假针灸
针灸有体感，所以疗效研究上较难设计对照组，不过也不是不可能。目前最受接受的是三盲法实验加假针灸。假针灸有很多种：有用不破皮的针的，有在穴位之外的地方下针的，还有在与目前病情无关的穴位下针的。这类研究通常显示针灸效果小或不存在，但也可能是说明针灸的治疗效果本身就源自一些和穴位无关的效应，或者假针灸有一定生理效果，或者真针灸在标准化的手法下效果不佳。
Nature Reviews Cancer 2014年的综述文章认定，“与所谓气在经络中重新流动的机制相反，研究人员通常发现，针刺的位置、频率（即没有观察到剂量反应效应），甚至是否真正扎针，一般都无关紧要。换句话说，“假”针灸或 “安慰剂”针灸通常会产生与 “真”针灸相同的效果，在某些情况下，效果甚至更好。”2013年的系统综述（荟萃分析）发现，几乎没有证据表明针灸对疼痛的疗效（与假针灸相比）会因针刺的位置、使用的针数、针灸师的经验或技术或疗程的环境而改变。 同一项分析还表明，针刺次数和疗程也很重要，因为与非针刺对照组相比，针刺次数越多，针刺效果越好。针灸疗程的哪些部分可能对治疗效果很重要，包括针的位置和深度、刺激的类型和强度以及用针的数量，目前还很少有系统的研究。研究似乎表明，针不需要刺激传统指定的穴位或穿透皮肤就能达到预期效果（如社会心理因素）。
骨关节炎对假针灸对有一定反应，以至于也有作者认为可以当作一种强效安慰剂使用，只是在道德上像是欺骗行为。一些医生和伦理学家因此提出了安慰剂的适用情况：如果安慰剂能做到治疗费用低廉，不会产生不良反应，也不会与药物或其他药物发生相互作用，那么在理论上就有优势。由于针灸等大多数替代医学的证据并不充分，在常规医疗保健中使用替代医学可能会带来伦理问题。
利用循证医学原则研究针灸仍然较为有争议，结果也不一。一些研究表明，针灸可以减轻疼痛，但大多数研究表明，针灸的效果主要来自安慰剂。现有证据表明，针灸的任何益处都是短暂的。现有证据不足以支持以针灸替代主流医学治法。长期来看，针灸的结果不优于主流医学。
针灸的使用一直受到批评，原因是几乎没有科学证据证明针灸对任何病症都有明显的效果，也没有科学证据证明针灸对任何病症都有所谓的疗效机制。针灸被称为 “戏剧性安慰剂”；David Gorski认为，当针灸支持者提倡 “利用安慰剂效应”或致力于开发 “有意义的安慰剂”时，他们实质上承认针灸不过如此。

### 发表偏差
对于针灸随机对照试验的综述提到，存在發表偏差的可能性极大。1998年对针灸研究的一项综述发现，源自中国、日本、香港和台湾的试验全数认为针灸有利，在俄罗斯进行的11项研究中有10项也认为针灸有利。2011年He等人对包括针灸在内的传统中药随机对照试验的质量进行了评估，结论是大多数此类试验的方法质量（包括随机化、实验控制和盲法）普遍较差，尤其是发表在中文期刊上的试验（尽管针灸试验的质量优于传统中药疗法试验）。研究还发现，在非中文期刊上发表的试验往往质量较高。Ernst指出中国作者使用了更多的中国研究，而这些研究一般都是积极的。2012年Ma等人对中文期刊上发表88篇针灸系统性综述进行了回顾，发现这些综述中只有不到一半报告了对发表偏差的检测，而且这些综述大多发表在影响因子为零的期刊上。2015年Su等人的一项研究比较了针灸试验的预先登记记录和公布的结果，发现此类试验在试验开始前登记的情况并不常见。这项研究还发现，在这些文献中，选择性地报告结果和改变结果测量方法以获得具有统计学意义的结果的情况很常见。
科学家Steven Salzberg指出，针灸和其他中医题目是Journal of Acupuncture and Meridian Studies、Acupuncture in Medicine之类“假医学期刊”的重点关照对象。

## 對針灸的質疑
針灸的理論基礎是传统中醫學，與現代醫學的思維模式相距甚大。在现代医学传入中国之后，针灸是否有效这一问题一直有争论。
世界衛生組織（WHO）在1979年所出版的刊物中認可針灸在某些症狀中有治療作用。Cochrane Collaboration的科學家認為針灸對戒煙、氣喘、抗類風濕關節炎、頭疼等問題沒有效用。
2007年9月《內醫檔案》雜誌刊登，德國雷根斯堡大學的邁克爾·哈克博士主持的實驗使用1162名腰痛病患分3組分別進行針灸、假針灸和常規治療對比試驗。發現腰痛情況好轉的人，針灸組有47.6%，假針灸組有44.2%，常規治療組有27.4%。針灸組和假針灸組沒有統計學意義的差別。2009年西雅图的一个研究小组主持的研究表明，对长期腰疼患者，针灸和假针的治疗效果都比传统方法好，但是针灸和假针的疗效没有显著差异。
世界衛生組織在2003年發表了《Acupuncture: Review and Analysis of Reports on Controlled Clinical Trials》，認為有對照試驗證實針灸可有效治療若干疾病、症狀或狀態，針灸對於另外一些病症的療效尚需要更多證據確認，同文又列出了療效未有足夠證據支持，但是可嘗試針灸的一些病症。
根據2002年一項全國性調查的結果，全美有八百二十萬成年人曾經使用過針灸，有二百一十萬人曾在過去一年內進行過針灸。
美國國立衛生研究院（NIH）下屬十七個研究所或中心，其中有美國國立替代與補充醫學中心（NCCAM），研究“非西方主流醫學”，其中包括針灸。1997年NIH的一份報告指出：臨床前研究記錄了針灸在某些疾病治疗方面有一些效果，但同时在一些其他研究中没有效果。
2016年末，英文维基百科引用来源将针灸分类作“伪科学”，引发大量针灸从业者及爱好者抗议请愿。
大卫·戈尔斯基在《Nature Reviews》的研究指出，没有科学证据能证明针灸对比安慰剂有更显着效果或其假定的有效性机制。2013年NIH的一项研究指出：针灸的作用如同“戏剧性安慰剂”。它引用的研究也指出，已经过3000多次试验，都没能够得到针灸的一致有效证据，是时候该放弃了。

## 美國的針灸界

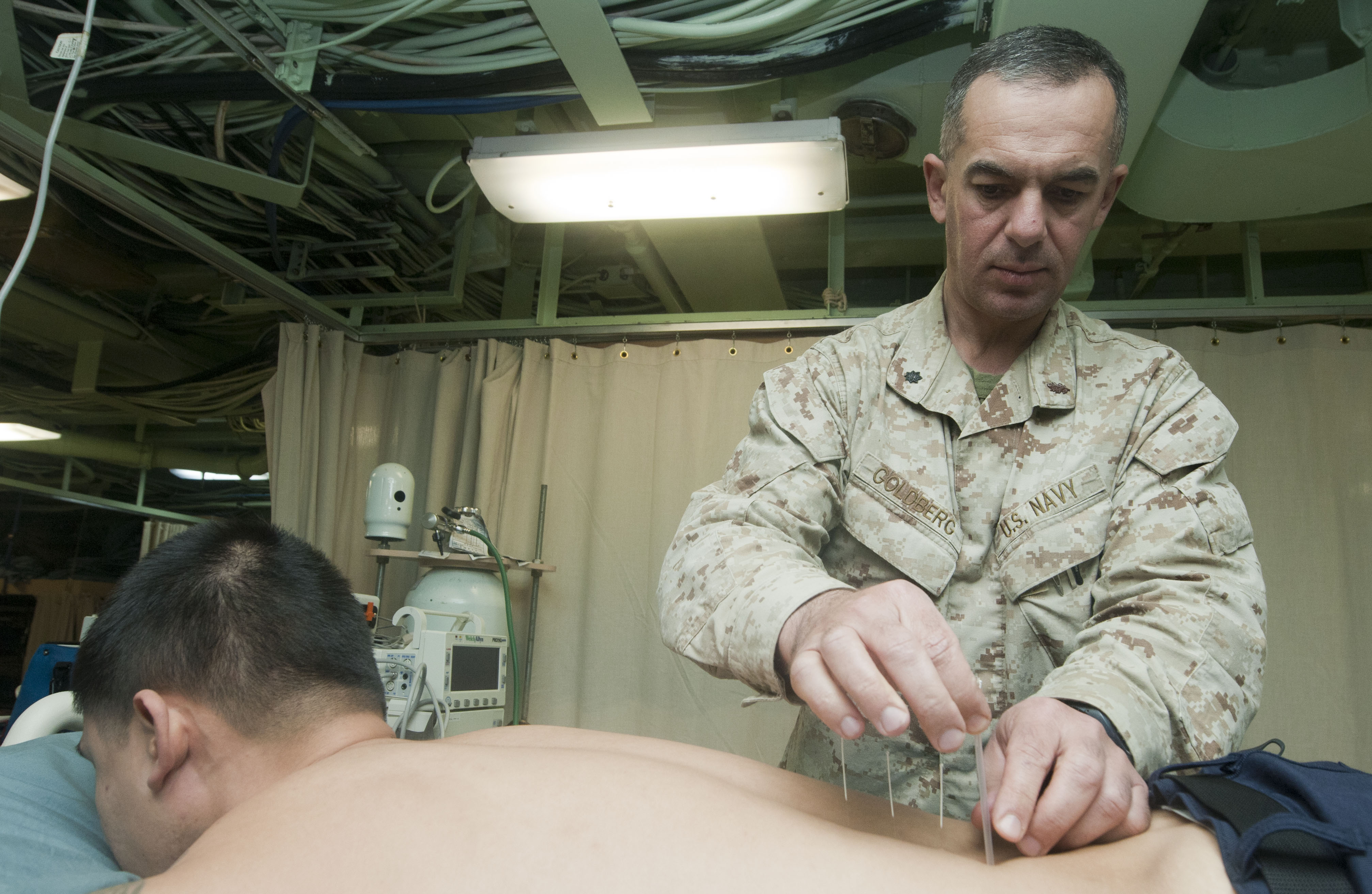
美軍使用针灸治療

针灸在美国作为替代医学存在。美國目前有大約3萬多名執照針灸師（有的州稱為針灸醫師或東方醫學醫師），5千多名應用針灸的西醫師。美國有嚴格的針灸執照考試制度，要求考試申請人在認可的針灸或中醫學校學習針灸的相關課程達1700至4000小時。

## 文化遗产
2010年11月16日，在肯尼亚内罗毕举行的联合国教科文组织保护非物质文化遗产政府间委员会第五次会议通过中国申报项目《中医针灸》，将其列入人类非物质文化遗产代表作名录。中国政府承诺将致力保护作为文化遗产的针灸这个濒临灭绝的文化现象。